# European Graduate School
Europæiske Graduate School EGS, (tysk: Universität für Europäische Interdisziplinäre), er en graduate school i Schweiz, der blev grundlagt i 1994. Uddannelsesinstitutionen har primært fjernundervisning med et kort ophold i Saas-Fee i Schweiz.
Universitetet har to fakulteter: Kunst, Sundhed og Samfund Division, og medier og kommunikation Division.
Notable fakultetsansatte inkluderer Giorgio Agamben, Chantal Akerman, Pierre Alféri Judith Butler, Achille Mbembe, Avital Ronell og Sandy Stone.
Notable alumner og personer, der har gået på EGS, tæller John Maus, Gael García Bernal og Bruce Barber.

## Eksterne links
- Europæiske Graduate School Arkiveret 22. april 2016 hos  Wayback Machine

46°06′53″N 7°55′46″Ø / 46.1146°N 7.9294°Ø